# باري فريمان
باري فريمان (28 فبراير 1948 في نيوزيلندا - ) (بالإنجليزية: Barry Freeman)‏ هو لاعب كريكت نيوزلندي.

## وصلات خارجية
- باري فريمان على موقع إي آس بي آن كريك إنفو (الإنجليزية)